# 井川町野津後
井川町野津後（いかわちょうのつご）は、徳島県三好市の町名。郵便番号は779-4802。

## 地理
三好市の北東部に位置。西は井川町聖厳寺、東は井川町岡野前、北は井川町御領田、南は井川町井内西にそれぞれ接する。地域のほとんどが山林で、北麓に住居が点在する。
北隣の井川町御領田にはJR土讃線の辻駅が設置されている。

## 歴史
- 2006年（平成18年）3月1日 - 三好郡井川町が三野町・池田町・山城町・東祖谷山村・西祖谷山村と合併して三好市が発足し、現在の町名となる。

## 世帯数と人口
2021年（令和3年）11月30日現在の世帯数と人口は以下の通りである。
| 町丁         | 世帯数 | 人口 |
| ------------ | ------ | ---- |
| 井川町野津後 | 20世帯 | 42人 |

## 施設
- 飯裏神社

## 交通

### 鉄道
- 最寄り駅はJR土讃線の辻駅。